# St. Martin (Biersdorf)

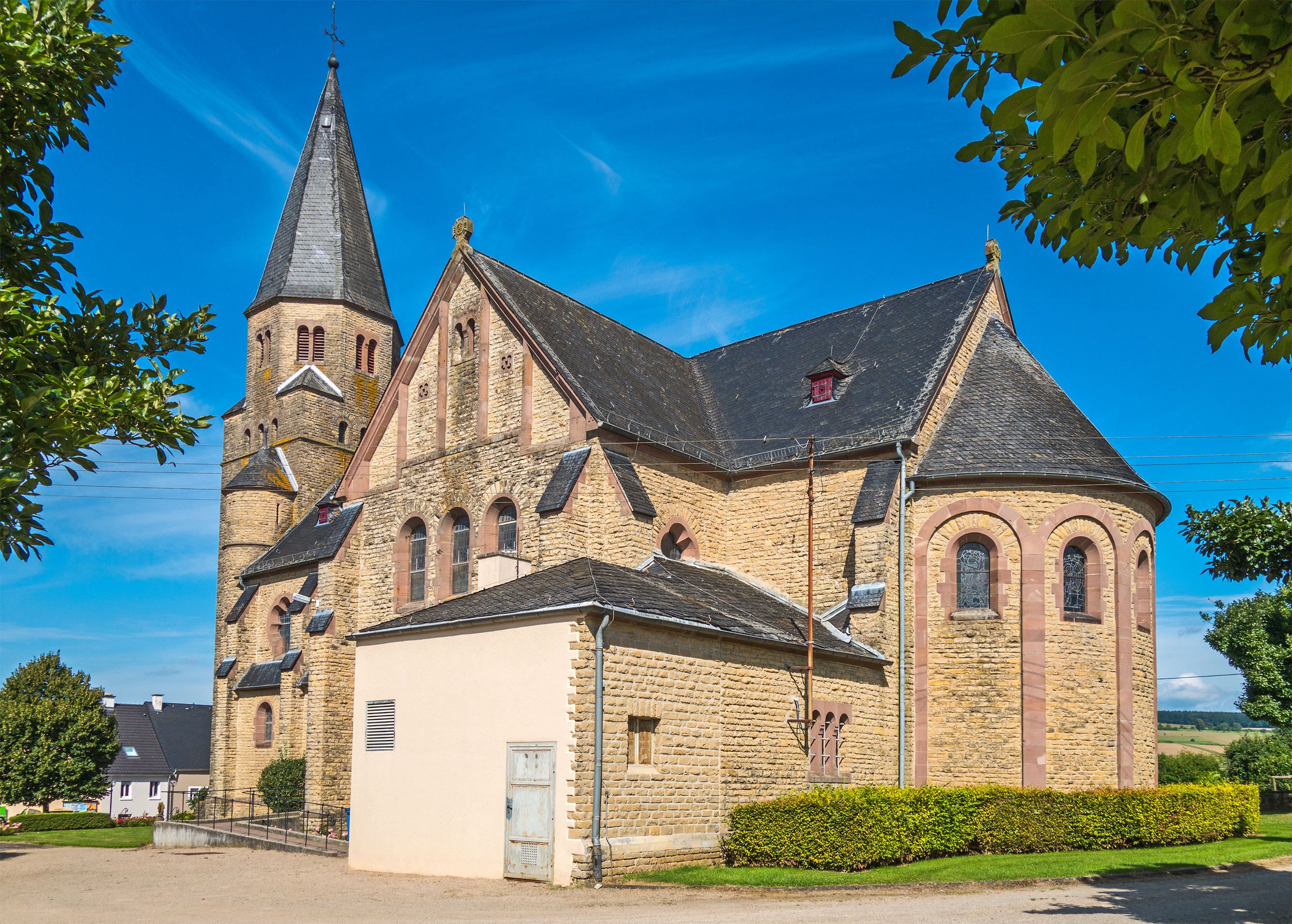
Martinskirche in Biersdorf (2016)

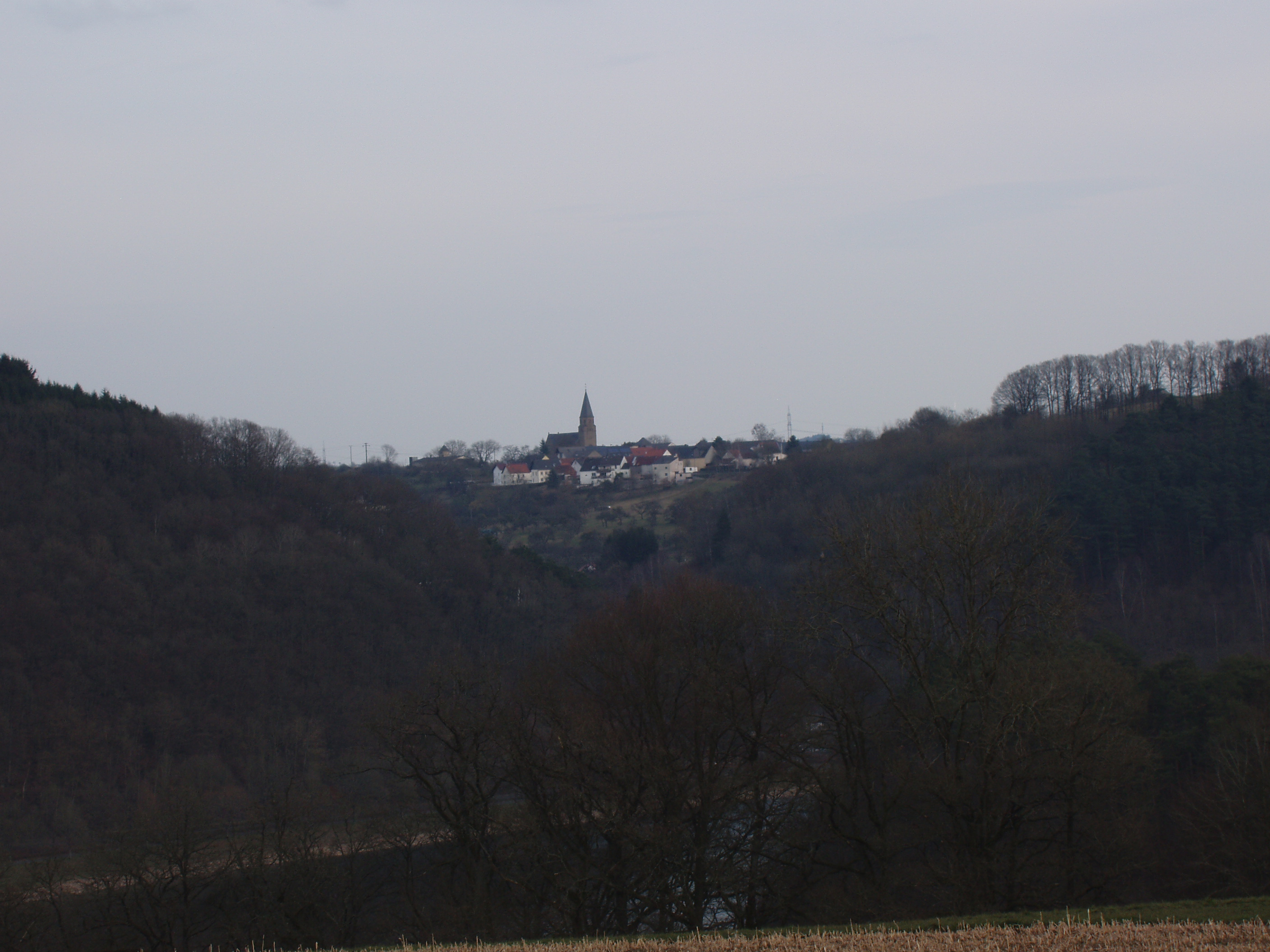
Biersdorf mit Pfarrkirche

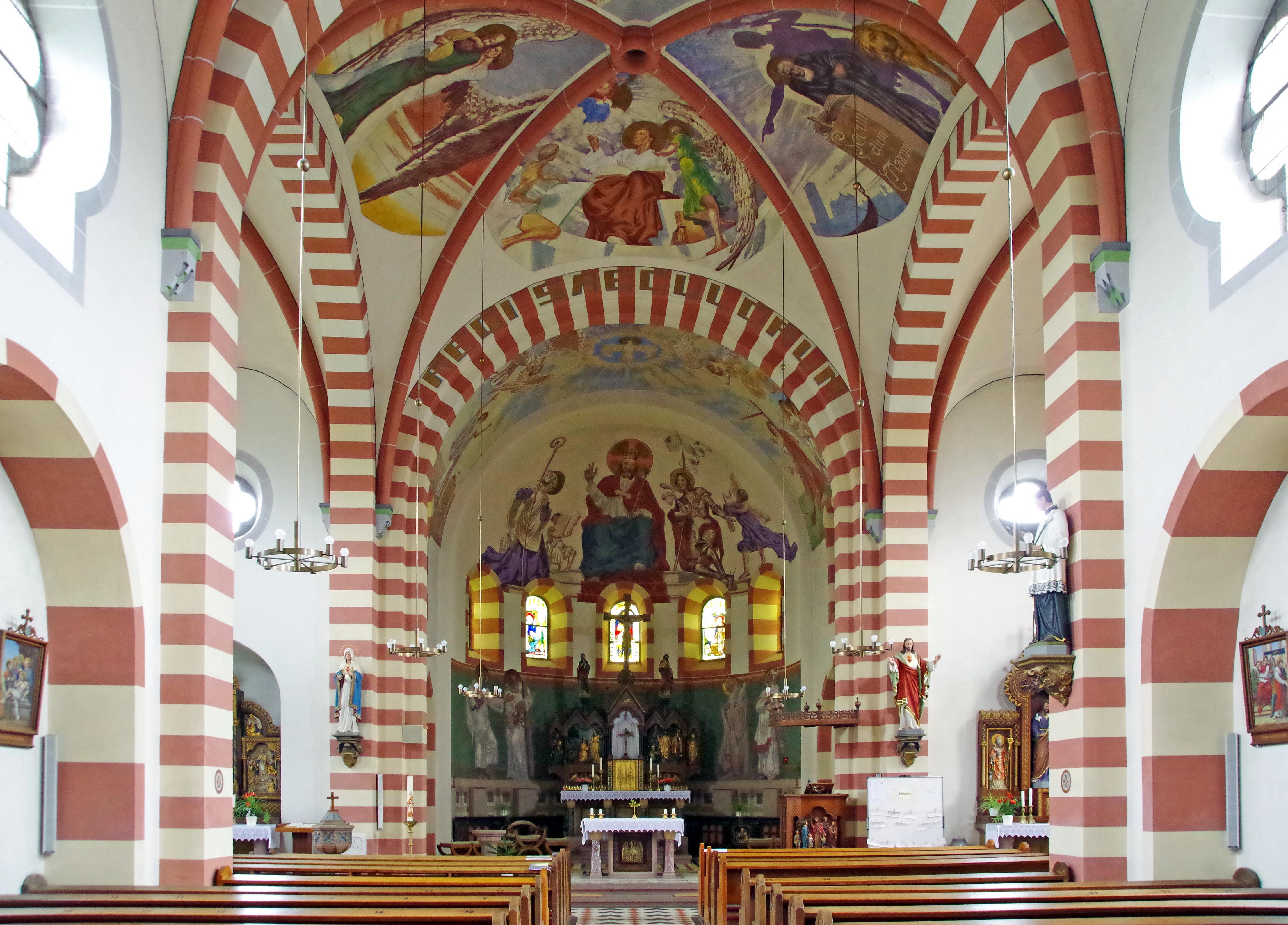
St. Martin, Innenraum

Die Kirche St. Martin ist die römisch-katholische Pfarrkirche des Ortsteils Biersdorf am See der Ortsgemeinde Biersdorf am See im Eifelkreis Bitburg-Prüm (Rheinland-Pfalz).

## Geschichte

### Kirchengebäude
Im Jahr 1330 wird das erste Mal eine Kirche in Biersdorf erwähnt. Von dieser Kirche sind heute keine Spuren mehr vorzufinden. In den Jahren 1907 bis 1908 wurde an anderer Stelle die heutige, dreischiffige, neoromanische Kirche mit halbkreisförmiger Apsis, Querschiffen und vorgesetztem Glockenturm errichtet. Die Pläne dazu stammen von dem Kölner Architekten Eduard Endler. Im Jahr 1988 wurde der Innenraum der Kirche restauriert.

### Pfarre
Zur Pfarrgemeinde Biersdorf gehören noch die Filialgemeinden St. Maria in Echtershausen, St. Blasius in Niederweiler (Eifel) und St. Markus in Wiersdorf.

## Ausstattung
In der Kirche befinden sich Malereien des Münchner Künstlers Nicolaus Kraemer aus dem Jahr 1927. Des Weiteren ist fast die gesamte neoromanische Ausstattung mit Hochaltar, zwei Nebenaltären und Kanzel erhalten geblieben.

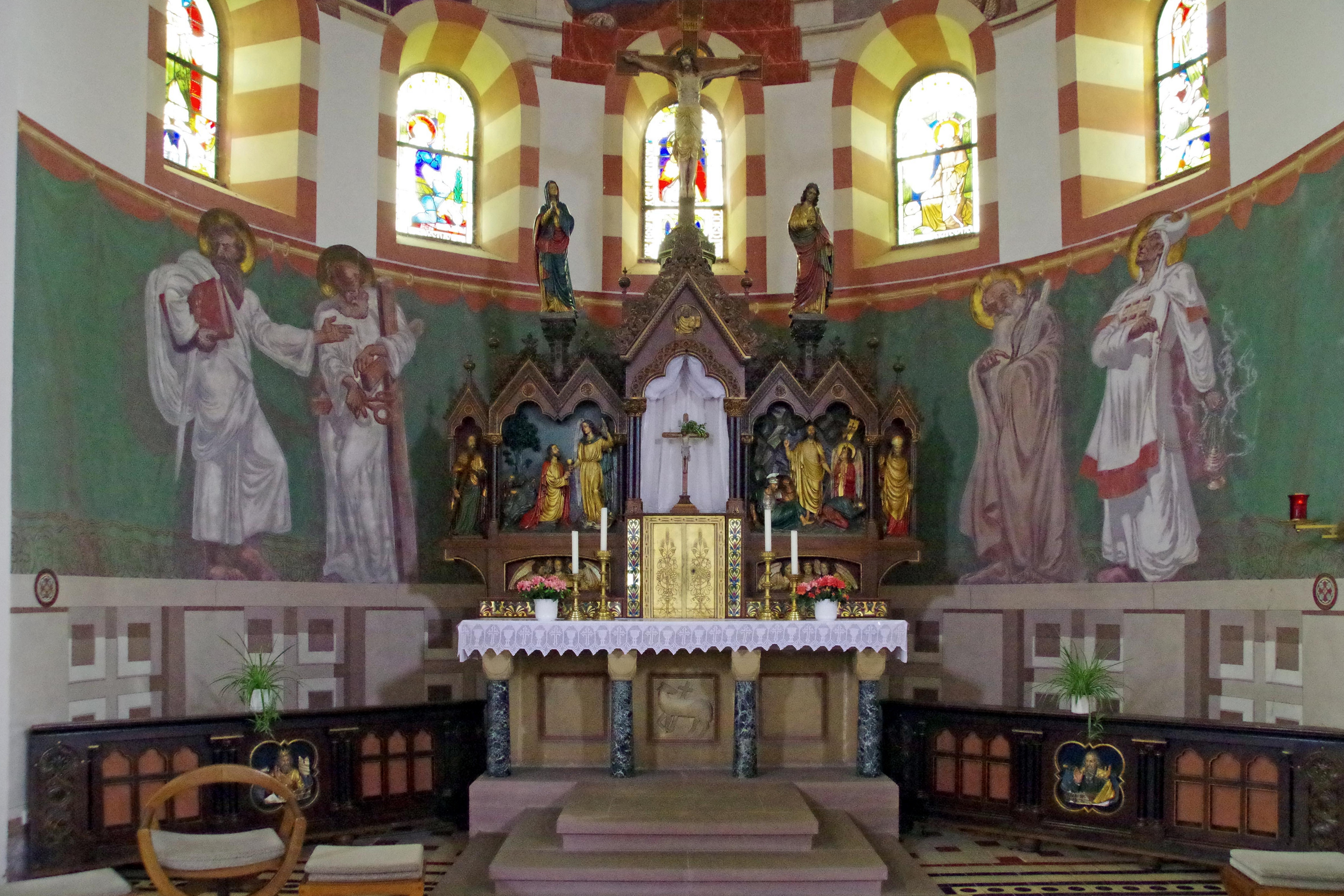
Hochaltar
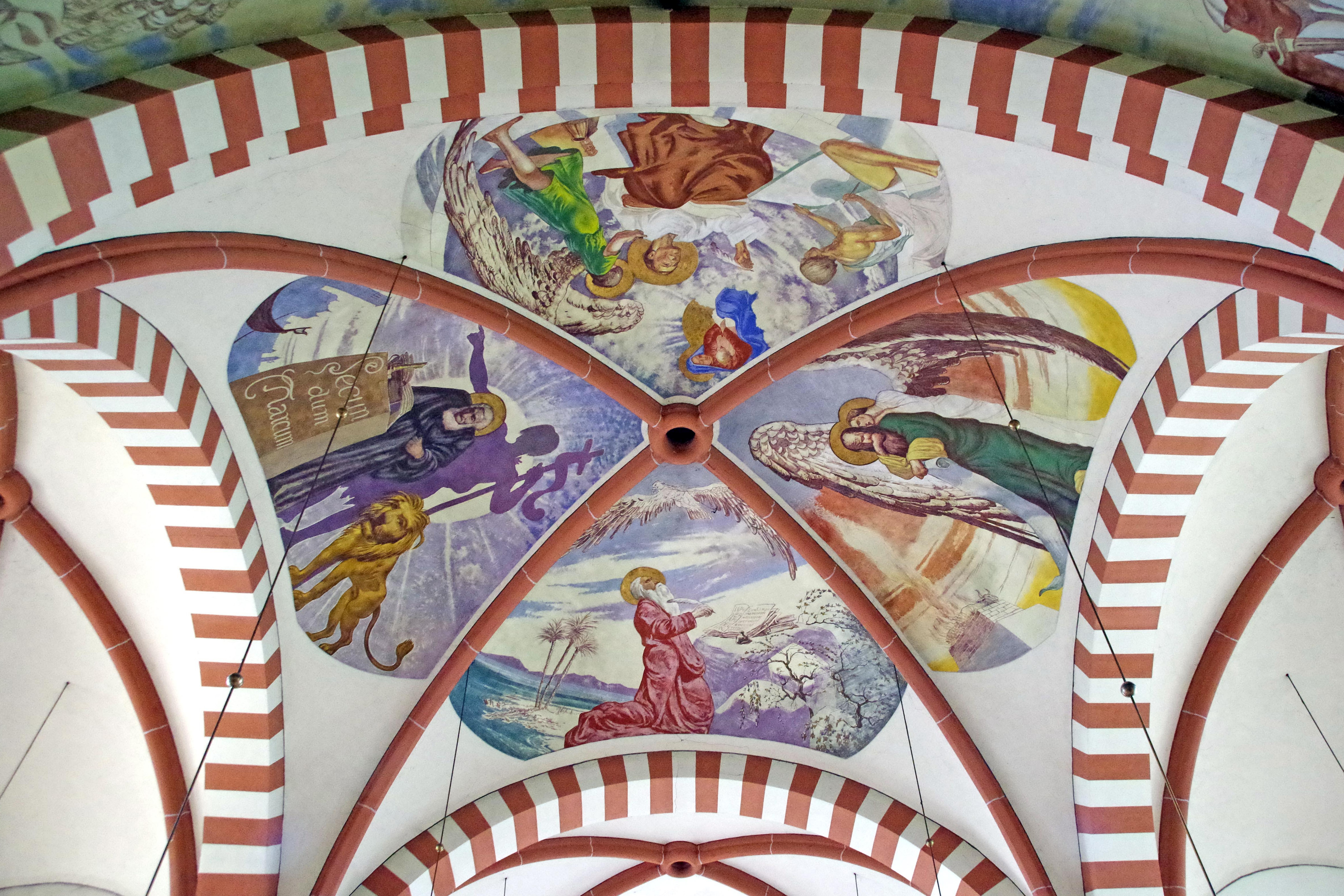
Evangelisten-Gemälde
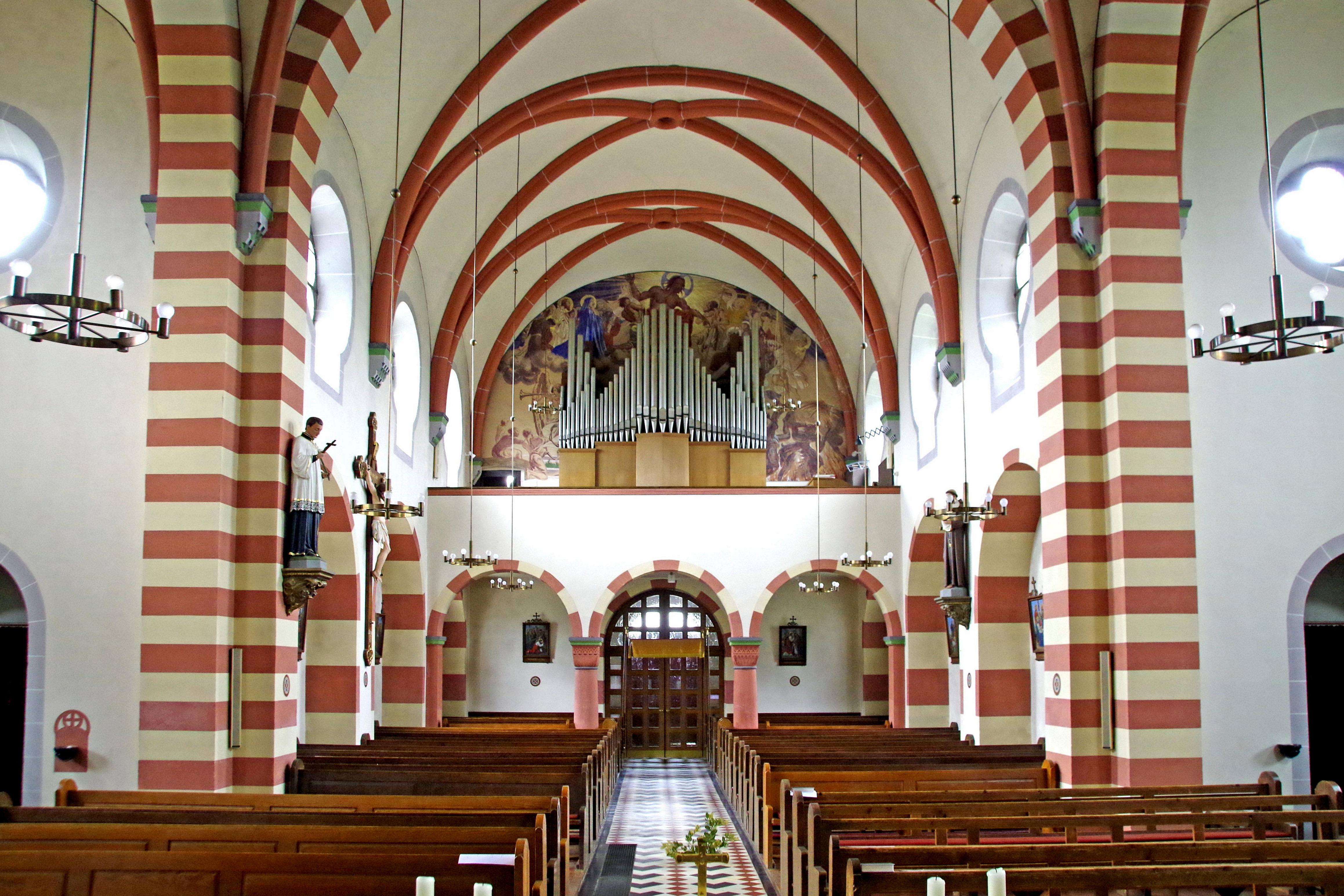
Blick zur Orgelempore
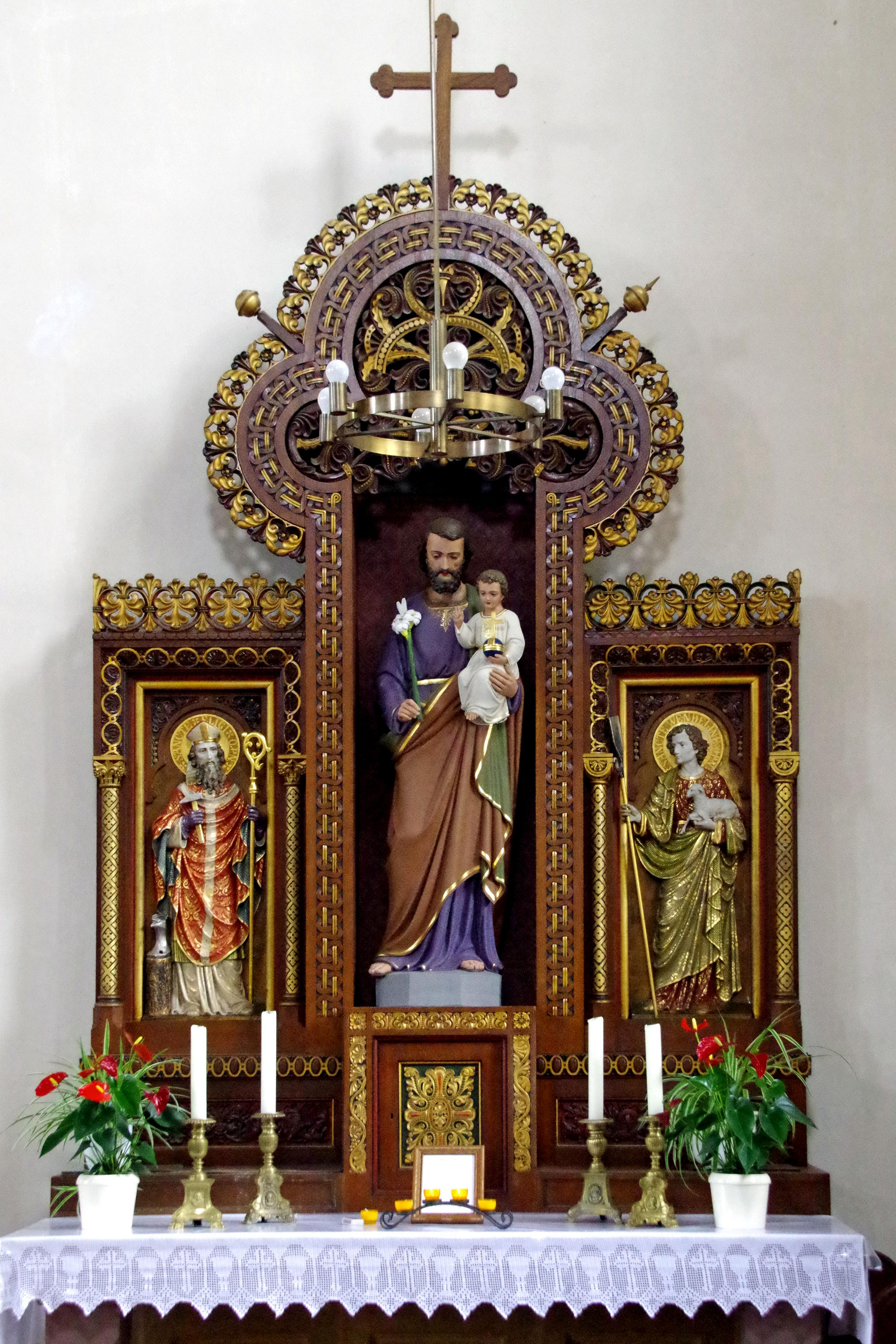
Josefs-Altar
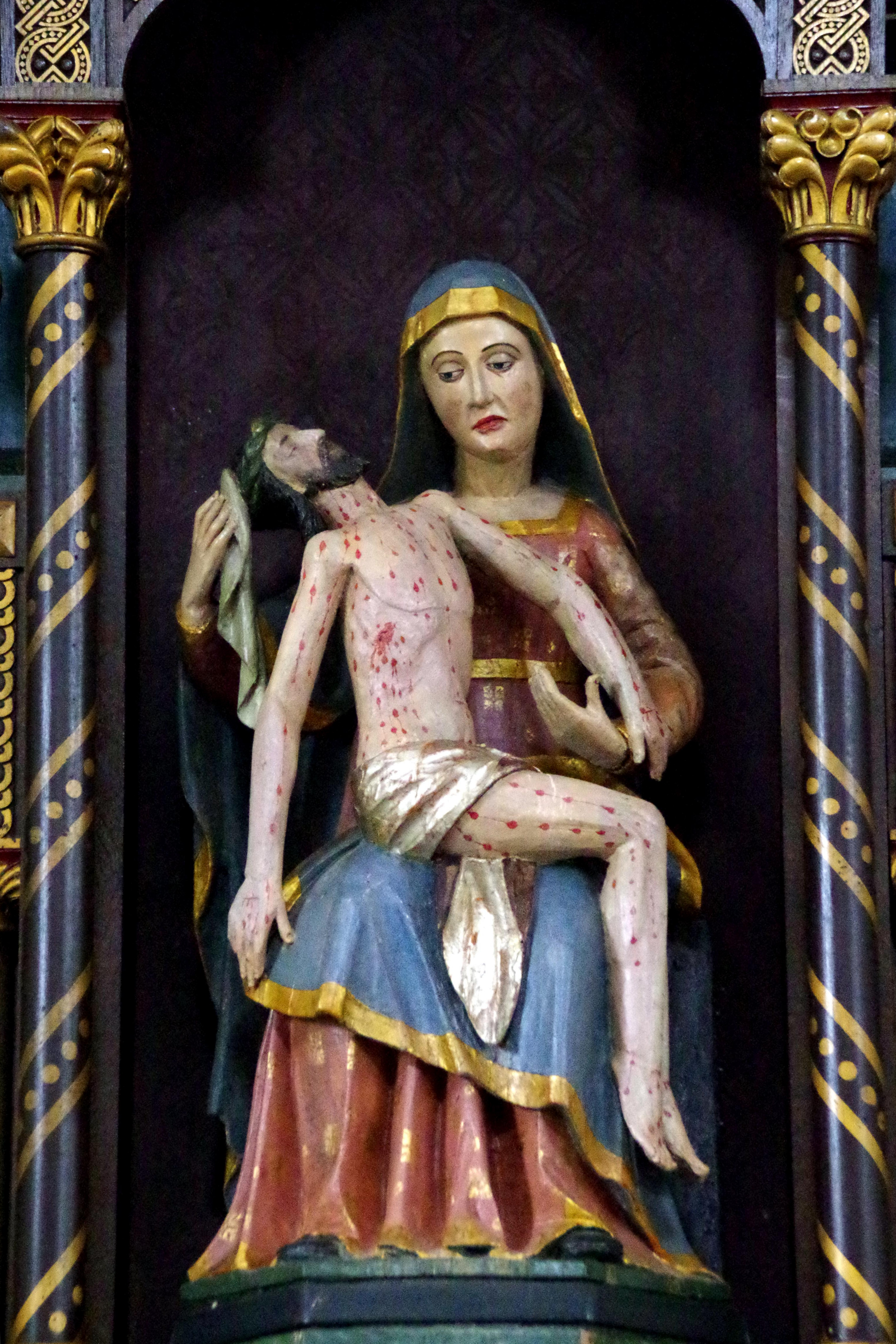
Gotische Pietà
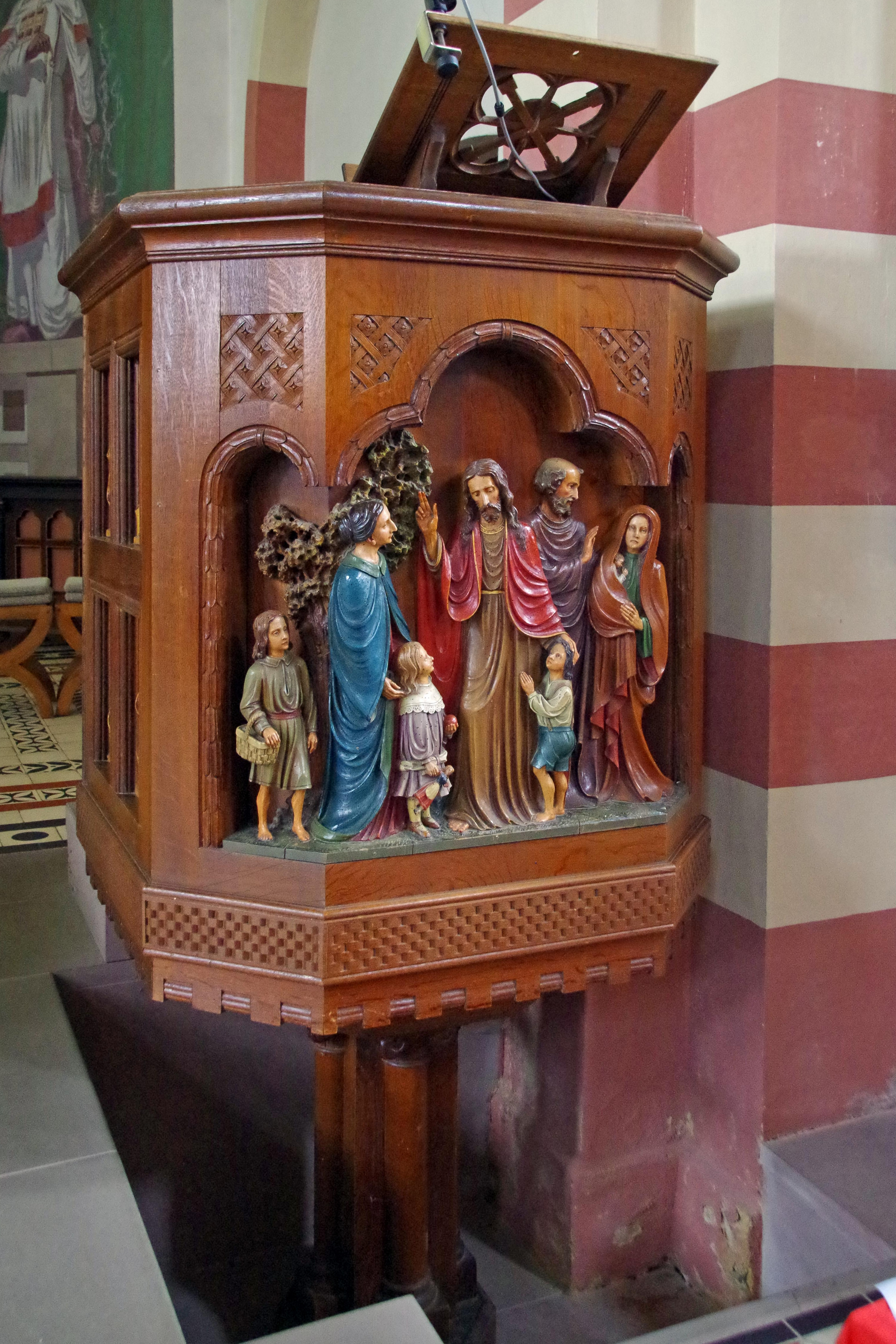
Kanzel